# Christy Mack
Pour les articles homonymes, voir Mack.
Christy Mack, née Christine Mackinday le 9 mai 1991 à South Chicago Heights, dans l'Illinois, est une actrice pornographique américaine.

## Biographie
Christy Mack a passé la majeure partie de son enfance à Edinburgh, dans l'Indiana.
Elle fait exécuter son premier tatouage juste avant son seizième anniversaire : dans le bas-dos, il représente une étoile de mer avec un oiseau.
Elle commence par poser en tant que modèle tatoué. En plus des photos pour les magazines tels que Rebel Ink et Inked Girls, elle pose ensuite pour des sites comme Brazzers et Bang Bros.

## Carrière
En 2012, Christy Mack commence sa carrière dans l'industrie pornographique américaine. Elle apparaît dans un certain nombre de vidéos comme Hot Body Ink (produit par Elegant Angel), Whores INK et Inked Angels (produits par Evil Angel),
Dans une interview de 2013, Christy Mack confie qu'elle arrêtera de tourner des films pour adultes une fois qu'elle aura gagné suffisamment d'argent pour prendre sa retraite, certainement d'ici les deux années suivantes. En juillet 2014, elle déclare qu'elle n'a pas tourné depuis dix mois, tout en affirmant qu'elle tournerait encore, mais qu'elle ne se sent « pas prête pour le moment » et qu'elle est trop occupée avec sa boutique en ligne.

## Vie privée
À l'âge de dix-huit ans, Christy Mack épouse son petit ami. Après avoir été contactée pour poser nue, elle quitte son mari et déménage à Miami où elle commence sa carrière.
Christy Mack a ensuite une relation avec le combattant de MMA Jonathan Koppenhaver dit War Machine. Ils se sont rencontrés dans le milieu du porno que Jonathan Koppenhaver venait d'investir. Ils apparaissent tous deux nus sur une photo parue dans le numéro de janvier 2014 de Hustler.
Le 8 août 2014, alors qu'elle a réussi à le quitter pour fuir les violences qu'il lui faisait subir, Jonathan Koppenhaver s'introduit chez elle, prétextant une demande en mariage. Son nouveau petit ami était sur place, Koppenhaver s'est mis à le passer à tabac, le menaçant de ne pas prévenir la police, puis est venu le tour de Christy Mack, qui elle n'a pas été agressée que physiquement mais aussi sexuellement. Disant vouloir la tuer, Koppenhaver est allé fouiller dans la cuisine, et Christy Mack en profite pour s'enfuir et se réfugier chez un voisin. Il a plaidé non coupable. Il est condamné à la prison à perpétuité.

## Filmographie sélective
- 2011 : Spring Break 2011
- 2012 : Young Girls Love Sex
- 2013 : Ass Parade 43
- 2014 : Loved By a Lesbian
- 2015 : I Like Girls
- 2016 : Pussy Unlimited
- 2017 : Asians Want The Tongue
- 2018 : Sophie Anderson Pushed To Her Limits

## Distinctions

### Récompenses
- 2013 : FreeOnes : Miss FreeOnes
- 2013 : FreeOnes : Best Newcomer
- 2013 : Venus Award : Best Actress International
- 2014 : AVN Award : Most Promising New Starlet (Fan Award)
- 2014 : XBIZ Award : Best New Starlet

### Nominations
- 2014 : AVN Award : Best All-Girl Group Sex Scene - Brazzers Presents: The Parodies 3 avec Lexi Belle, Bonnie Rotten et Gia DiMarco
- 2014 : AVN Award : Best Boy/Girl Sex Scene - Planting Seeds 3 avec Toni Ribas
- 2014 : AVN Award : Best Group Sex Scene - The Madison’s Mad Mad Circus avec Kelly Madison, Kendra Lust, Anikka Albrite, Brooklyn Chase, Jacky Joy, Romi Rain et Ryan Madison
- 2014 : AVN Award : Best New Starlet
- 2014 : AVN Award : Best Tease Performance - Trashy
- 2014 : AVN Award : Best Three-Way Sex Scene – G/G/B - I Am Christy Mack avec Bailey Blue et Toni Ribas
- 2014 : XBIZ Award : Crossover Star of the Year
- 2014 : XBIZ Award : Performer Site of the Year - ChristyMack.com